# Vaghatur
Vaghatur (en arménien Վաղատուր) est une communauté rurale du marz de Syunik en Arménie. En 2008, elle compte 469 habitants.